# Josephat Ndambiri
Josephat Ndambiri (ur. 12 lutego 1985) – kenijski lekkoatleta, długodystansowiec.

## Osiągnięcia
- 5. miejsce podczas mistrzostw świata (bieg na 10 000 m, Osaka 2007)

## Rekordy życiowe
- bieg na 5000 m - 13:05,33 (2005)
- bieg na 10 000 m - 26:57,36 (2009)